# Lanugo-dlačice
Lanugo-dlačice (od lat. lana: vuna), fine, mekane i najčešće nepigmentirane, paperjaste dlake koje se nalaze na tijelu ploda ili novorođenčeta. 
To su prve dlake koje izrastaju iz dlačnih folikula i obično se javljaju na fetusu u 3. mjesecu trudnoće. Najčešće počinju ispadati potkraj fetalnog razvitka, oko 7. ili 8. mjeseca trudnoće, ali ponekad su prisutne pri rođenju i nestaju nakon nekoliko dana ili tjedana.Zamjenjuju ih kratke i svijetlo obojene velus-dlake, koje su jedva vidljive. U razdoblju puberteta stvaraju se tamnije obojene terminalne dlake.
Tijekom fetalnog razvoja lanugo-dlačice rastu na plodu kao normalan dio trudnoće, ali obično opadaju i nadomještaju se velus-dlakama između 33. i 36. tjedna trudnoće. Dlačice otpadaju u plodnu vodu pa često završe i u djetetovu probavilu. Stoga lanugo-dlačice ulaze u sastav djetetove prve stolice, mekonija.
Uloga je lanugo-dlačice zadržavanje sirastog maza (vernix caseosa) na koži. Lanugo-dlačice i sirasti maz zajednički štite dječju kožu od oštećenja plodnom vodom.
Lanugo-dlačice su često simptom poremećaja u prehrani, kao što su malnutricija i anoreksija. Također, lanugo-dlačice mogu ukazivati na teratom.

## Vanjske poveznice
- fotografija lanugo dlaka  Arhivirana inačica izvorne stranice od 4. ožujka 2016. (Wayback Machine)